# Верхняя Ура
Ве́рхняя Ура́ (тат. Югары Оры) — деревня в Арском районе Республики Татарстан, в составе Новокинерского сельского поселения.

## Этимология
Топоним произошёл от татарского слова «югары» (верхний) и гидронима «Оры» (Ура).

## География
Деревня находится на реке Уре, в 45 км к северу от районного центра — города Арска.

## История
Деревня известна с 1646 года.
В XVIII – первой половине XIX века жители относились к сословию государственных крестьян. Основные занятия жителей в этот период – земледелие и скотоводство.
В «Списке населенных мест по сведениям 1859 года», изданном в 1866 году, населённый пункт упомянут как казённые деревни По речке Уре (Ясачная Ура) и Новая Ура (Ясачная Ура) 2-го стана Царёвококшайского уезда Казанской губернии. Располагались при речке Уре, по правую сторону транспортного тракта из Казани в Вятскую губернию, в 151 версте от уездного города Царёвококшайска и в 34 верстах от становой квартиры в казённой деревне Уразлино (Казаклар). В деревнях в 113 дворах жили 715 человек (341 мужчина и 374 женщины). Была мечеть.
В начале XX века в деревне функционировали мечеть, водяная мельница, мелочная лавка. В этот период земельный надел сельской общины составлял 1540,2 десятины.
До 1920 года деревня входила в Шиньгинскую волость Царёвококшайского уезда Казанской губернии. С 1920 года в составе Арского кантона ТАССР. С 10 августа 1930 года в Тукаевском, с 10 февраля 1935 года в Кзыл-Юлском (с 18 июля 1956 года — Тукаевский), с 1 февраля 1963 года в Арском районах.
В 1931 году в деревне организован колхоз «Радио» (с 1993 г. коллективное предприятие «1 Мая», с 2004 г. сельскохозяйственный производственный кооператив «Новый Кинер», с 2008 г. ООО «Новый Кинер»).

## Население
| 1859 | 1897 | 1908 | 1926 | 1938 | 1949 | 1958 | 1970 | 1979 | 1989 | 2002 | 2010 | 2015 |
| ---- | ---- | ---- | ---- | ---- | ---- | ---- | ---- | ---- | ---- | ---- | ---- | ---- |
| 715  | 869  | 942  | 949  | 818  | 568  | 474  | 365  | 274  | 225  | 217  | 213  | 198  |

Национальный состав деревни — татары.

## Экономика
Жители работают преимущественно в ООО «Новый Кинер», занимаются полеводством, овцеводством.

## Инфраструктура
В деревне действуют начальная школа, клуб, фельдшерско-акушерский пункт.

## Религия
Мечеть (с 2017 г.).